# PeerJ
PeerJ est un journal scientifique de biologie et de médecine, couvrant de larges domaines (mégarevue) libre d'accès et revu par les pairs. C'est le nom de l'entreprise faîtière qui édite également, depuis février 2015, le PeerJ Computer Science.

## Publication scientifique en ligne
PeerJ est publié par une entreprise du même nom, fondée par l'association de l'éditeur Peter Binfield (précédemment chez PLOS ONE) et du PDG Jason Hoyt (précédemment chez Mendeley), avec un soutien financier de 950,000 USD de la part d'O'Reilly Media et d'O'Reilly AlphaTech Ventures. Officiellement, il a été lancé en juin 2012, commençant à accepter des soumissions le 3 décembre 2012, et publiant ses premiers articles le 12 février 2013. Le journal est indexé dans PubMed Central, Scopus, EMBASE, CAB Abstracts, et dans les bases de données ACS, entre autres,,,.
En octobre 2014 l'annonce est publiée : le journal sera inclus dans le Science Citation Index Expanded et dans le Journal Citation Reports (permettant d'espérer un facteur d'impact 2014 (IF) en 2015).
L'entreprise d'édition adhère à CrossRef,
CLOCKSS,
ORCID
et à l'Open Access Scholarly Publishers Association.
Des bureaux sont ouverts à Corte Madera (Californie) et à Londres.
PeerJ suit un plan de développement différant à la fois des éditeurs classiques — dans le sens qu'il ne demande aucun droit à ses lecteurs pour consulter les articles — et aussi de la plupart des principaux éditeurs de l'univers Open Access, du fait que les frais ne sont pas demandés pour chaque article mais pour chaque signataire, et ce à un tarif concurrentiel. Un service de prépublication, PeerJ Preprints, vient compléter PeerJ le 3 avril 2013. De bas coûts sont obtenus par l'usage d'infrastructures informatiques nuagiques : PeerJ et PeerJ Preprints utilisent tous deux Amazon EC2, les contenus sont hébergés par Amazon S3.
PeerJ demande aux auteurs de régler des frais d'inscription uniques qui leur permettent — s'ils admettent d'autres consignes, telles que commenter régulièrement, relire au moins une publication chaque année… — de publier dans ce journal tout au long de leur vie.
Les travaux de recherche publiés ne sont évalués que sur leurs valeurs scientifiques et méthodologiques (comme chez PLoS ONE), avec des revues par les pairs publiées en regard des papiers.
Le journal The Chronicle of Higher Education a retenu en avril 2013 PeerJ et son cofondateur Jason Hoyt parmi les “Ten Top Tech Innovators” de l'année.
Le 12 septembre 2013 l'Association of Learned and Professional Society Publishers nomme PeerJ « Publishing Innovation » de l'année.

## Diversification vers l'informatique
L'entreprise affiche son souhait de diversification en annonçant en février 2015 la publication en ligne du PeerJ Computer Science,,,.